# Mert Hakan Yandaş
Mert Hakan Yandaş (Bursa, 19 agosto 1994) è un calciatore turco, centrocampista del Fenerbahçe.

## Caratteristiche tecniche
È un trequartista.

## Carriera

### Club
Ha giocato fra seconda e terza divisione fino ai 23 anni, quando ha firmato con il Sivasspor, militante in Süper Lig. Ha debuttato nella massima serie turca il 19 agosto 2017 giocando l'incontro vinto 2-0 contro lo Yeni Malatyaspor.

### Nazionale
Nel 2020 ha giocato una partita con la nazionale turca.

## Palmarès
- Coppa di Turchia: 1

Fenerbahçe: 2022-2023